# Eesti 200
Eesti 200 (deutsch: Estland 200) ist eine liberale politische Partei in Estland. Sie vertritt sozialliberale sowie wirtschaftsliberale Positionen.

## Geschichte
Im Jahr 2017 begannen die Initiatoren, über die Zukunft Estlands zu diskutieren. Formale Grundlage der Bewegung ist der 2. Mai 2018, als ihr Manifest zum ersten Mal veröffentlicht wurde. Am 30. Mai 2018 wurde der ehemalige Gouverneur des Landkreises Põlva, Igor Taro, zum Koordinator der Bewegung für ländliche Gebiete ernannt. Am 7. Juni bestätigten die Initiatoren, dass der Anführer der Bewegung Henrik Raave sei. Am 8. Juni registrierten die Autoren des Manifests Estonia 200 als gemeinnützige Organisation. Die Gründer des NPO waren Kristina Kallas, Priit Alamäe, Kristiina Tõnnisson, Indrek Nuume, Igor Taro und Henrik Raave. Kristina Kallas wurde zur Vorsitzenden des Rates gewählt. Am 7. August wurde bekannt, dass Margus Tsahkna, der ehemalige Vorsitzende von Pro Patria, Eesti 200 beigetreten ist. Am 21. August 2018 beschloss die Bewegung, im Herbst eine Partei zu gründen und an den bevorstehenden Parlamentswahlen im März 2019 teilzunehmen. Am 3. November 2018 wurde die Bewegung zu einer Partei und Kristina Kallas wurde zu ihrer ersten Vorsitzenden gewählt.
Am 15. Mai 2019 sagte Triin Saag gegenüber Europe Elects, dass E200 darauf abzielt, der heutigen liberalen Renew Europe-Fraktion im EU-Parlament beizutreten. Im Juli 2020 wurde Karin Kaup Lapõnin Generalsekretärin der Partei. Am 10. Oktober 2020 wählte die Partei einen neuen Vorstand. Kristina Kallas wurde als Vorsitzende wiedergewählt. Margus Tsahkna, Pirko Konsa, Jaak Laineste, Karin Kaup Lapõnin, Margot Roose, Lauri Hussar und Marek Reinaas wurden als Mitglieder des Vorstands gewählt.

## Ideologie
Eesti 200 beschreibt sich selbst als liberale und fortschrittliche Partei. Sie unterstützt die Mitgliedschaft Estlands in der NATO und der Europäischen Union und die gleichgeschlechtliche Ehe und will den Internetzugang zu einem Menschenrecht machen. Sie unterstützt die Senkung des Einkommensteuersatzes um 15 % für Arbeitnehmer, deren Arbeits- und Wohnort außerhalb von Tallinn und Harju liegt. Sie unterstützt gemeindebasierte erneuerbare Energiequellen und schafft eine Anleihe für grüne Finanzierung. Sie möchte den Unterricht im Bereich der psychischen Gesundheit in die Lehrpläne der Schulen aufnehmen. Sie unterstützt es, dass 1 % der lokalen Budgets für Investitionsobjekte verwendet werden, die von den Bewohnern ausgewählt werden. Sie beabsichtigt, dass die lokalen Regierungsstellen zu 50 % aus Politikern und zu 50 % aus Vertretern von Experten und Interessengruppen bestehen. Sie beabsichtigt, die öffentlichen Mittel für politische Parteien zu kürzen.

## Wahlergebnisse

### Parlamentswahlen
| Wahl | Abstimmung | Abstimmung | Abstimmung | Sitze  | Sitze | Position |
| Wahl | #          | %          | ±          | #      | ±     | Position |
| ---- | ---------- | ---------- | ---------- | ------ | ----- | -------- |
| 2019 | 24.477     | 4,4        | neu        | 0/101  | neu   | 6.       |
| 2023 | 81.329     | 13,3       | +8,9       | 14/101 | +14   | 4.       |

### EU-Wahlen
| Wahl | Abstimmung | Abstimmung | Abstimmung | Sitze | Sitze | Position |
| Wahl | #          | %          | ±          | #     | ±     | Position |
| ---- | ---------- | ---------- | ---------- | ----- | ----- | -------- |
| 2019 | 10.706     | 3,2        | neu        | 0/7   | neu   | 7.       |
| 2024 | 9.587      | 2,6        | −0,6       | 0/7   | 0     | 8.       |